# Karls-Universität

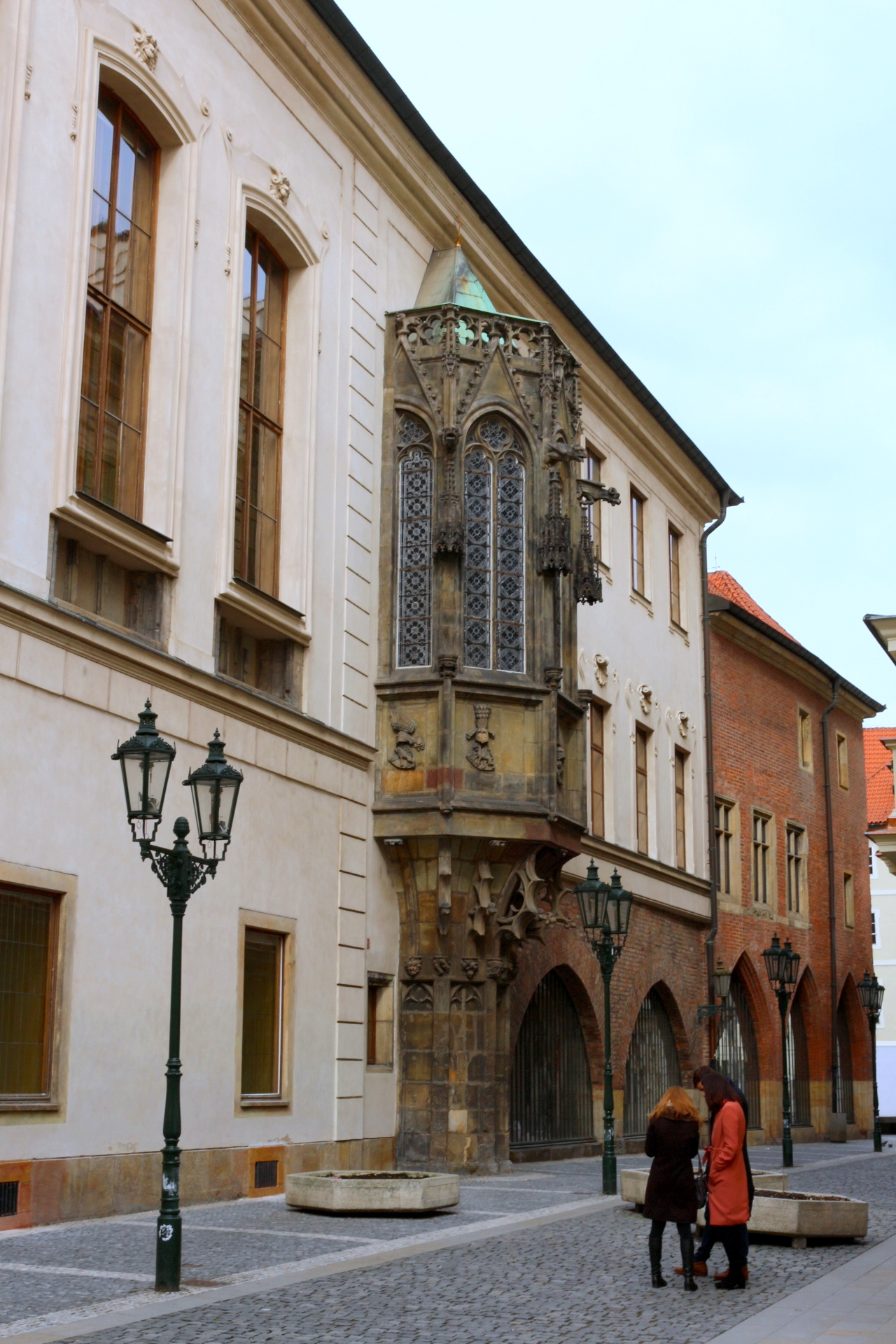
Das Collegium Carolinum aus dem 14. Jahrhundert

Die Karls-Universität (tschechisch Univerzita Karlova, lateinisch Universitas Carolina) ist die größte Universität Tschechiens und die älteste Universität Mitteleuropas. Sie hat 17 Fakultäten und mehr als 50.000 Studenten, damit etwa ein Sechstel aller Studenten der Tschechischen Republik.
Die Prager Universität wurde am 7. April 1348 von Karl IV. gegründet. Erster Kanzler war der Prager Erzbischof Ernst von Pardubitz. Zwischen den Jahren 1417 und 1622 war die Karls-Universität in Böhmens Hauptstadt ein Zentrum der protestantischen Bewegung. 1654 vereinigte Ferdinand III. die Karls-Universität mit der 1556 gegründeten Jesuitenhochschule im Clementinum. Die Universität trug danach den Namen Karl-Ferdinands-Universität. 1882 wurde sie in eine tschechische und deutsche Universität aufgeteilt. Im Jahre 1920 wurde die tschechische Universität zur alleinigen Rechtsnachfolgerin der mittelalterlichen Karls-Universität erklärt und in Univerzita Karlova umbenannt. Die Deutsche Universität Prag bestand bis 1945.
Seit 2001 wird das Europäische System zur Übertragung und Akkumulierung von Studienleistungen an der Karls-Universität umgesetzt und es gibt, neben den Lehrveranstaltungen auf Tschechisch, auch Programme in englischer und deutscher Sprache.

## Geschichte

### Gründung und mittelalterliche Universität (1347–1419)

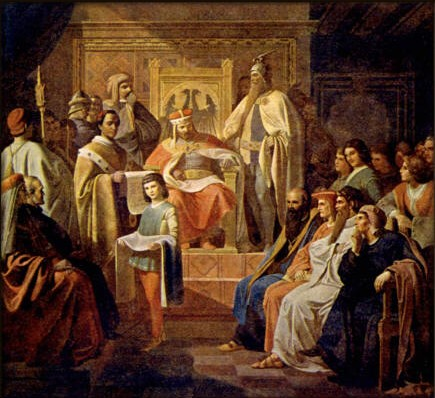
Josef Mathias Trenkwald: Gründung der Universität Prag

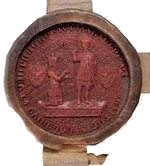
Das Siegel zeigt der Gründer der Universität, der Kaiser des Heiligen Römischen Reiches und König von Böhmen, Karl IV., kniet vor dem Heiligen Wenzel, Tschechischen Fürst und Schutzpatron von Böhmen. In seinen Händen hält er die Gründungsurkunde der Universität.

Unter Kaiser Karl IV. (Karel IV.) und seinem Sohn Wenzel IV. (Václav IV.) erreichte die Stadt Prag in der zweiten Hälfte des 14. Jahrhunderts wirtschaftlich, kulturell und politisch eine Hochzeit. Papst Clemens VI. erteilte am 26. Januar 1347 durch eine Päpstliche Bulle das Privileg zur Gründung einer Universität. Am 7. April 1348 wurde, durch einen Stiftungsbrief Karls IV., die Karls-Universität nach dem Vorbild der Pariser Universitas magistrorum et scholarium als „Studium generale“ und erste Universität im östlichen Mitteleuropa gegründet („Alma Mater Carolina“). Diesen Stiftungsbrief hatte Karl IV. in seiner Eigenschaft als böhmischer König unterzeichnet. Im Namen des Heiligen Römischen Reiches bestätigte er durch das Eisenacher Diplom von 14. Januar 1349 das Privileg.

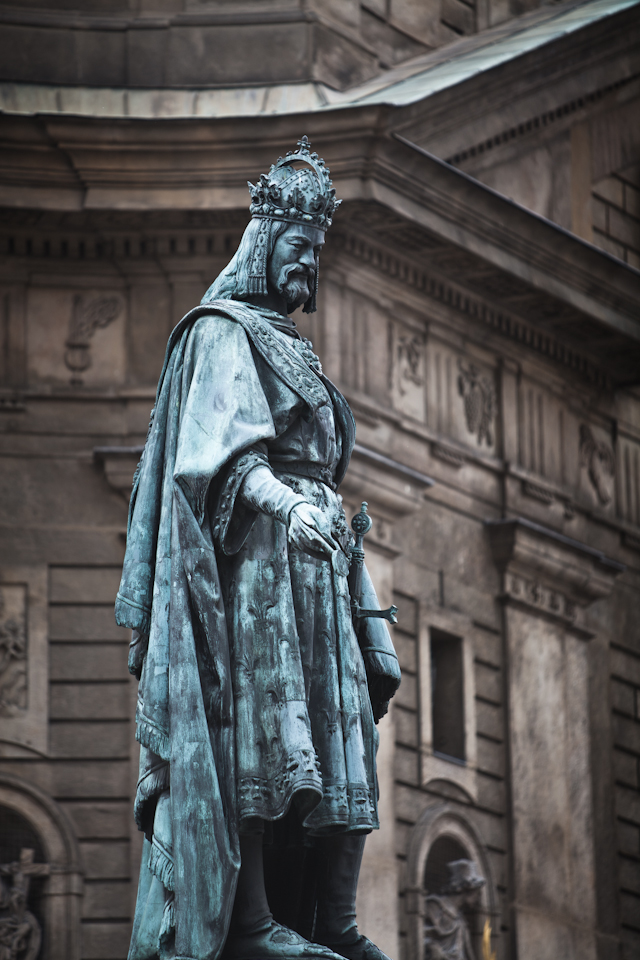
Denkmal zu Ehren Karls IV., des Gründers der Universität, von Ernst Hähnel

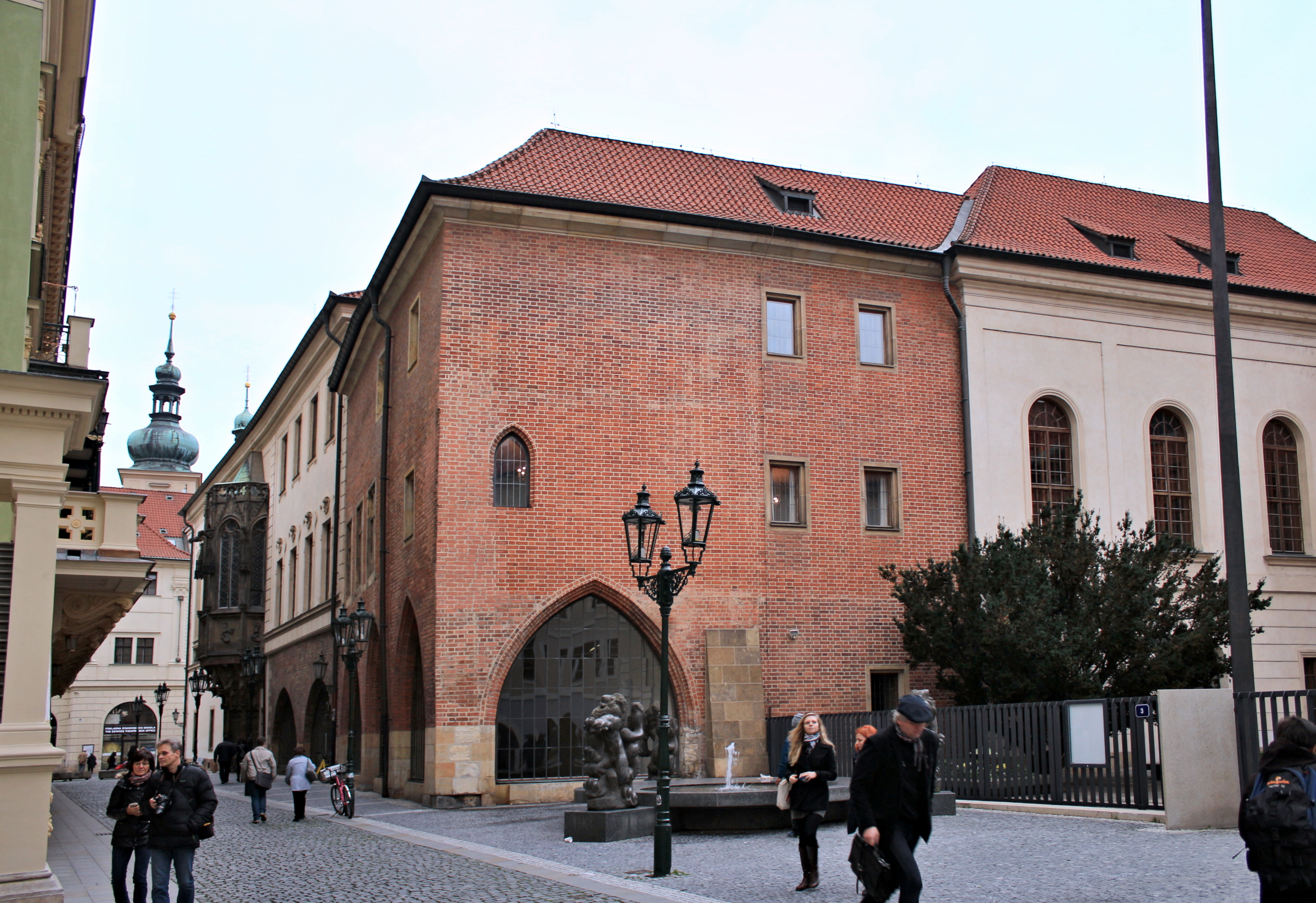
Historischer Kern – Das Auditorium maximum des Collegium Carolinum (gegr. 1366)

Die Prager Universität zog nicht nur Studenten aus Böhmen an, sondern auch aus Sachsen, Bayern, Schlesien und dem übrigen Gebiet des Heiligen Römischen Reiches sowie aus Frankreich, England und Italien. Gegliedert war sie nach dem Vorbild der Pariser Universität und lehrte in den vier klassischen Fakultäten: Theologie, Rechtswissenschaft, Medizin und Philosophie. Besondere Studienfächer, die sich nicht ohne weiteres in dieses Schema einfügen ließen, wie die Disziplinen der Schönen Künste, Rhetorik oder Mathematik, wurden der philosophischen Fakultät zugeordnet, die deshalb auch als Artistenfakultät bezeichnet wurde. Die Magister und Scholaren waren ihrer Herkunft nach vier Nationes zugeordnet: Böhmen, Polen, Bayern und Sachsen. Die Nationes setzten sich folgendermaßen zusammen:
- Böhmen: Böhmen, Herrnhuter, Südslawen und Ungarn
- Polen: Polen, Schlesier und Ruthenen
- Bayern: Bayern, Österreicher, Schwaben, Franken und Rheinländer
- Sachsen: Bewohner der Markgrafschaft Meißen, Obersachsen, Niedersachsen, Dänen und Schweden

Die ersten Graduierungen erfolgten im Jahr 1359. Die Fakultät der Rechte wurde im Jahr 1372 als eigenständige Universität ausgelagert.

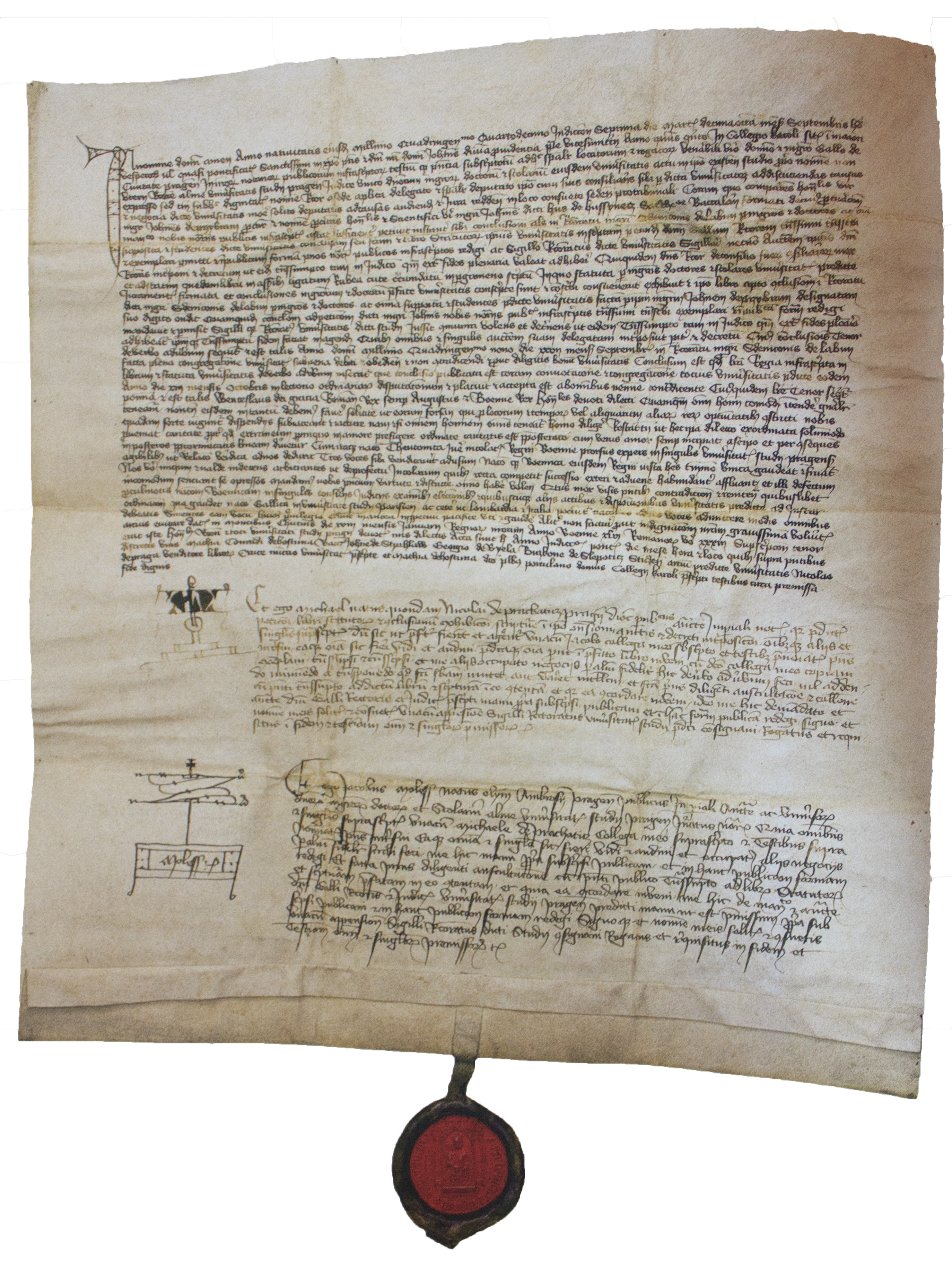
Das Kuttenberger Dekret (Dekret kutnohorský)

Mit dem Kuttenberger Dekret (tschech. Dekret kutnohorský, nach der Stadt Kuttenberg beziehungsweise Kutná Hora) vom 18. Januar 1409 veränderte der böhmische König Wenzel IV., der Jahre zuvor als römischer König abgesetzt worden war, das Stimmenverhältnis in den Gremien der Karls-Universität in Prag. Dieser Schritt wurde initiiert von Jan Hus, als Wortführer der Böhmischen Nation in der Universität. Hatten demnach bisher die Nationes der Böhmen, Bayern, Sachsen, Polen je eine Stimme, so bekamen nun die Böhmen 3 Stimmen zugeteilt, während die anderen zusammen nur eine erhielten. Hintergrund war, dass die im Konzil von Pisa versammelten Kardinäle Gregor XII. und den Gegenpapst Benedikt XIII. absetzen wollten und um die Unterstützung des Königs von Böhmen warben. Dieser entschloss sich aber, bis zur endgültigen Beschlussfassung des Konzils, beiden Päpsten gegenüber zur Neutralität.
Im Mai 1409 verließen viele der deutschen Studenten und Professoren die Prager Karls-Universität. Etwa 1000 Studenten und Professoren gingen nach Leipzig und gründeten dort die Universität Leipzig. Die deutschsprachigen Lehrer Peter von Dresden, Nikolaus und Friedrich von Dresden, die Anhänger der Hussiten waren, übernahmen die Dresdner Kreuzschule.
Die Hussiten waren inzwischen vom Papst und vom Konzil von Konstanz zu Ketzern erklärt worden. Die Prager Universität aber hat 1417 offiziell das hussitische Bekenntnis angenommen. Dies führte im Laufe des 15. Jahrhunderts zu einer weitgehenden Isolierung der Universität von der übrigen europäischen Universitätslandschaft und ihre Bedeutung sank. In Prag studierten und lehrten fortan böhmische Utraquisten.

### Protestantisches Zentrum (1417–1622)
Die Artistenfakultät wurde zu einem Zentrum der Hussiten und ein weltanschauliches Zentrum der Utraquisten. In den Jahren 1417–1430 konnten keine Graduierungen vorgenommen werden und zu manchen Zeiten gab es gerade acht oder neun Professoren.
Ihre Lehrer haben an der Formulierung der Prager Artikel mitgewirkt, aber nach dem Tod Johanns von Seelau (1422) wurden Magister verhaftet und verbannt, Kollegien und Kirchen zerstört. Erst 1431 beruhigte sich die Situation, aber Graduierungen fanden erst wieder 1440 statt, und zu dieser Zeit gab es keinen einzigen Magister der Theologie oder des Rechts. Das wechselseitige Interesse an einer Aussöhnung mit dem Papst führte 1447 zur päpstlichen Anerkennung des Laienkelchs in Böhmen und Mähren – und zur Wiederaufnahme des Lehrbetriebs. Aber schon 1448, als Prag durch die Partei Georg von Podiebrads erobert wurde, brach neuer Streit aus und weil Lehrer und Schüler die Kompaktaten zu halten schwören mussten, haben die meisten Nicht-Böhmen sowie eine Reihe von einheimischen Lehrern und Schülern die Universität wieder verlassen. Die Universität beschränkte sich dann auf die Artistenfakultät und verschmolz fast mit dem „Unteren Konsistorium“, einer bischöflichen Kanzlei ähnlich.
Die Universität und ihre Kollegien hatten während der Hussitenkriege die Mehrzahl ihrer Vermögenswerte verloren und auch im 15. Jahrhundert, obwohl mehrere Güter und Dörfer in den Jahren 1471–1526 wiedergewonnen wurden, kamen alle Studierenden aus den utraquistischen Gegenden Böhmens; weder aus anderen Ländern, noch aus Mähren. Nach 1500 wurden die Stimmen lauter, die den beklagenswerten Zustand der Hochschulausbildung kritisierten: Der Pfarrer der Teynkirche Jakob nennt die Karls-Universität „ein rostiges Juwel“ und immer noch blieben ihr die meisten begabten jungen Menschen fern, um anderswo in Ruhe zu studieren. Die konservative Universität widersetzte sich dem katholischen Herrscher, sie erhielt Unterstützung nur aus dem Bürgertum, war aber sehr abhängig von den politischen Umwälzungen in den Rathäusern. Zusammen mit den „rebellischen“ Städten wurde die Universität nach 1547 von Ferdinand I. bestraft.
1556 kamen die Jesuiten auf Einladung des römisch-deutschen und böhmischen Königs Ferdinand I. (Kaiser ab 1558) nach Prag und gründeten am Clementinum eine philosophisch-theologische Hochschule, die das Recht zur Promotion hatte. 1609 kam es durch den Majestätsbrief Kaiser Rudolfs II. zu einer Reform. Das katholische Clementinum wirkte als starke Konkurrenz zur utraquistischen Universität und wurde 1616 zur katholischen Universität erhoben.
1618 beteiligte sich die utraquistische Universität aktiv am böhmischen Ständeaufstand gegen die katholischen Habsburger. Nach der Niederlage der Stände verlor die Universität ihre Autonomie, wurde den Jesuiten übergeben und rekatholisiert.

### Vereinigung und staatliche Universität (1622–1882)
1638 wurden die medizinische und die juristische Fakultät begründet. Kaiser Ferdinand III. vereinigte 1654 das Clementinum mit der Karls-Universität. Die Universität trug fortan bis zum Ende der Habsburgermonarchie im Jahre 1918 den Namen  Universitas Carolo-Ferdinandea. 1718 wurde der barocke Umbau am Karolinum und 1724 Astronomischer Turm, Spiegelkapelle sowie Bibliothekssaal am Clementinum vollendet, unter der Leitung von Franz Maximilian Kaňka.

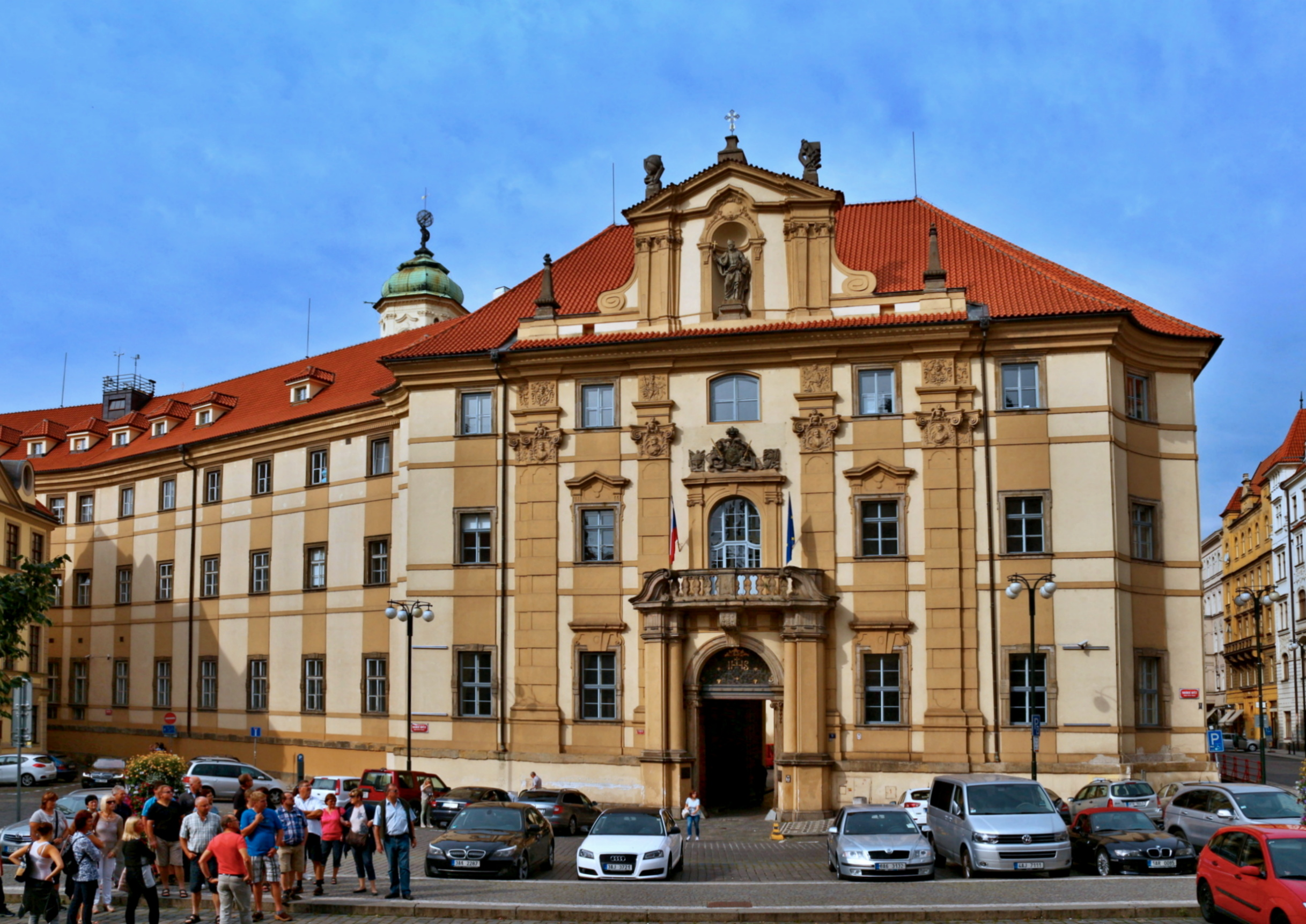
Clementinum (Ostseite)
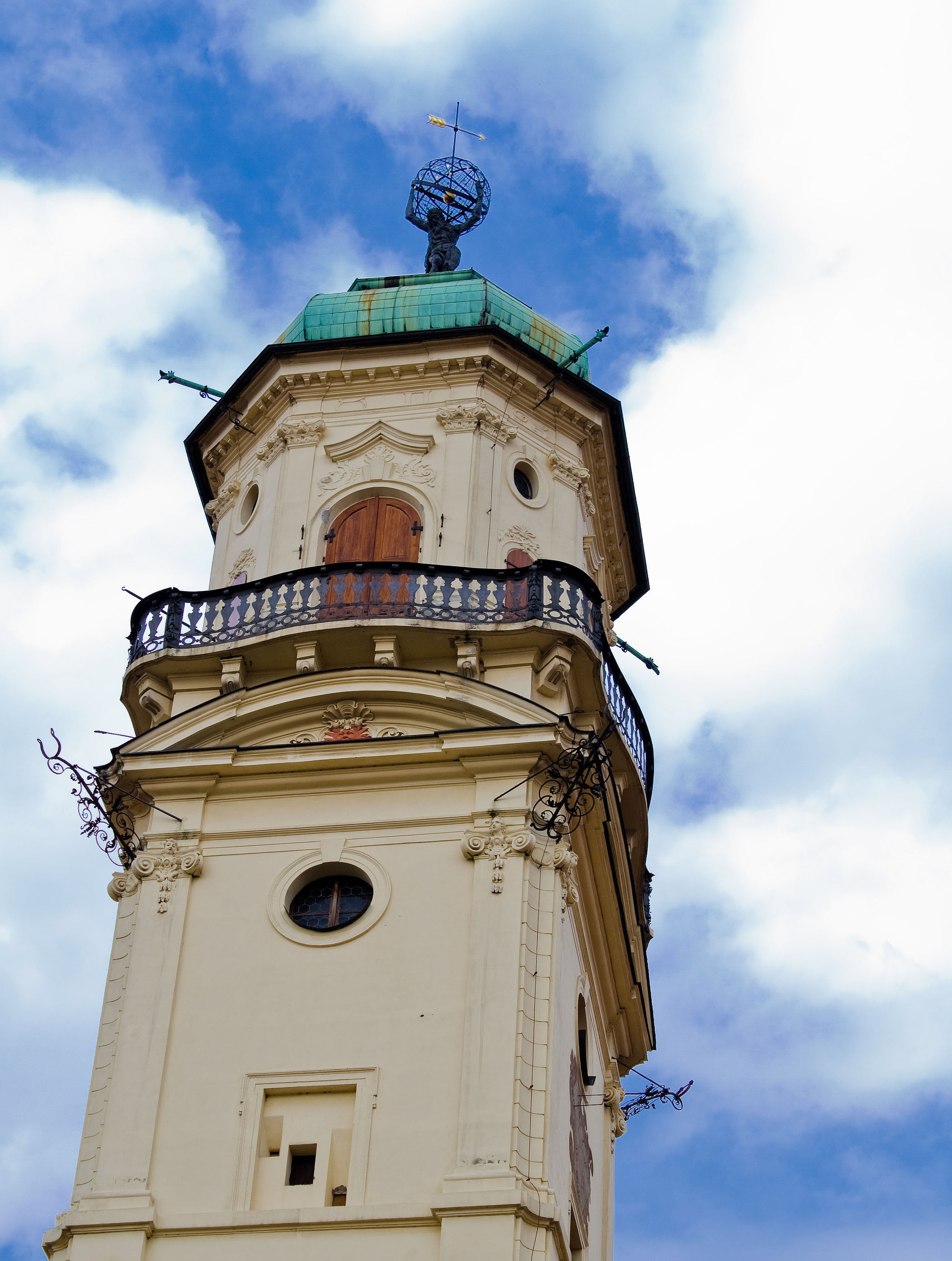
Astronomischer Turm
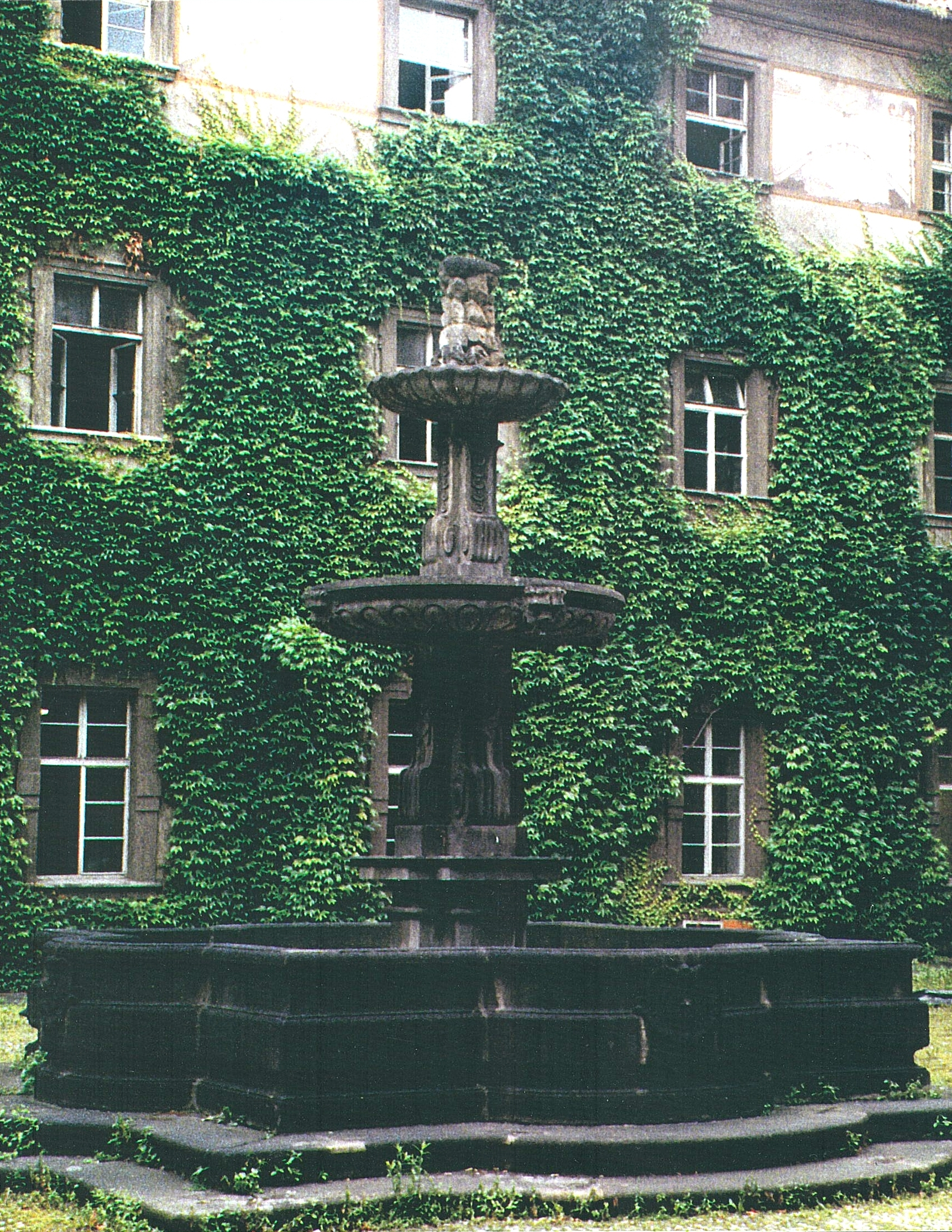
1676 Prag Clementinum Rebenhof, Brunnen Francesco della Torre & Giov. Batt. Passerini
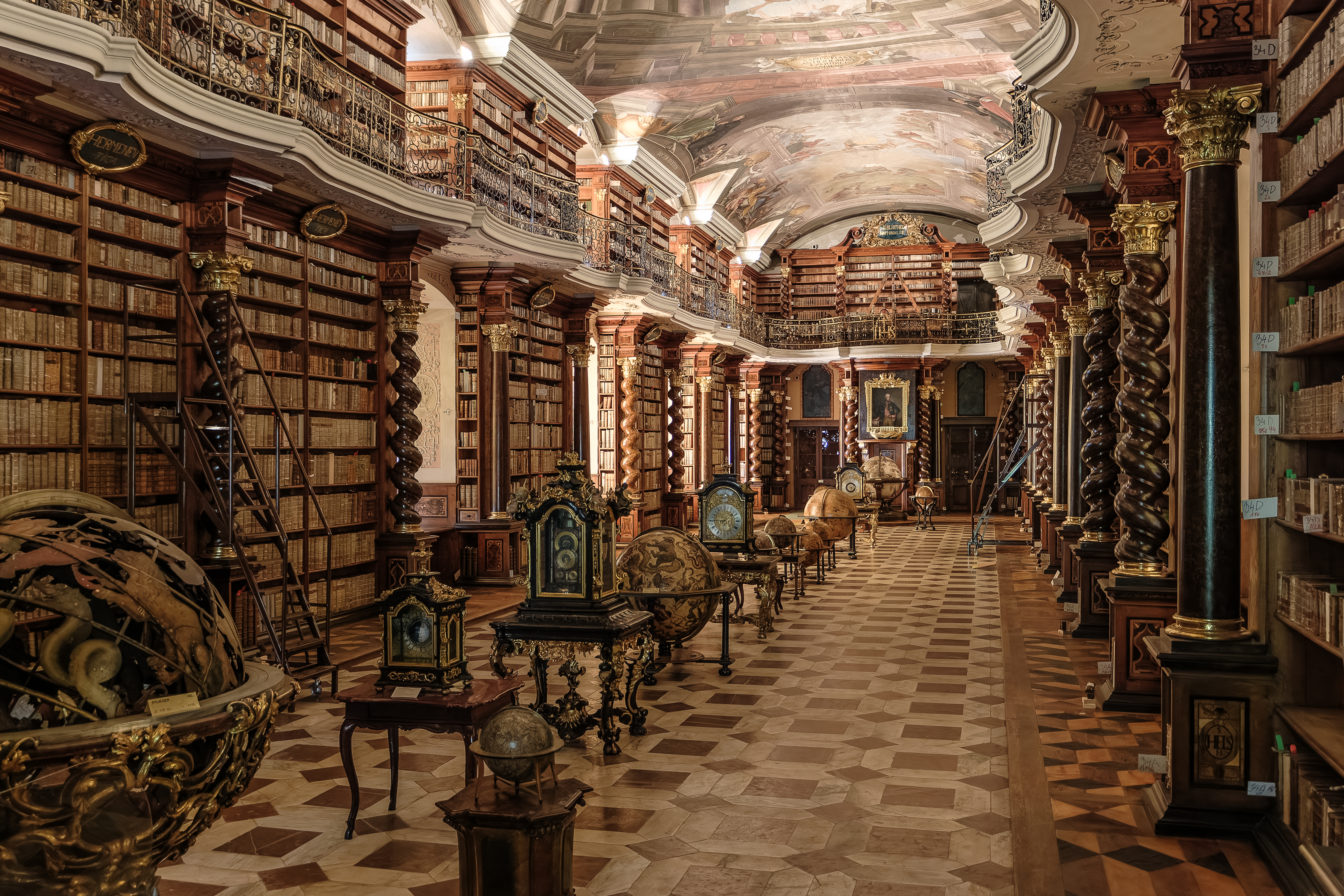
Bibliothekslesesaal im Stil des Barock (Teil der Nationalbibliothek der Tschechischen Republik)

Nach der Aufhebung des Jesuitenordens wurde die Universität 1773 eine staatliche Einrichtung. Unter Kaiser Josef II. begann 1781 eine tiefgreifende Universitätsreform. Erstmals seit 1622 wurden Nichtkatholiken wieder zum Studium zugelassen. 1784 wurde die eigene Gerichtsbarkeit der Universität aufgehoben und Deutsch zur Hauptunterrichtssprache erklärt, trotzdem wurden manche Vorlesungen weiter auf Latein gehalten und etliche auf Tschechisch.

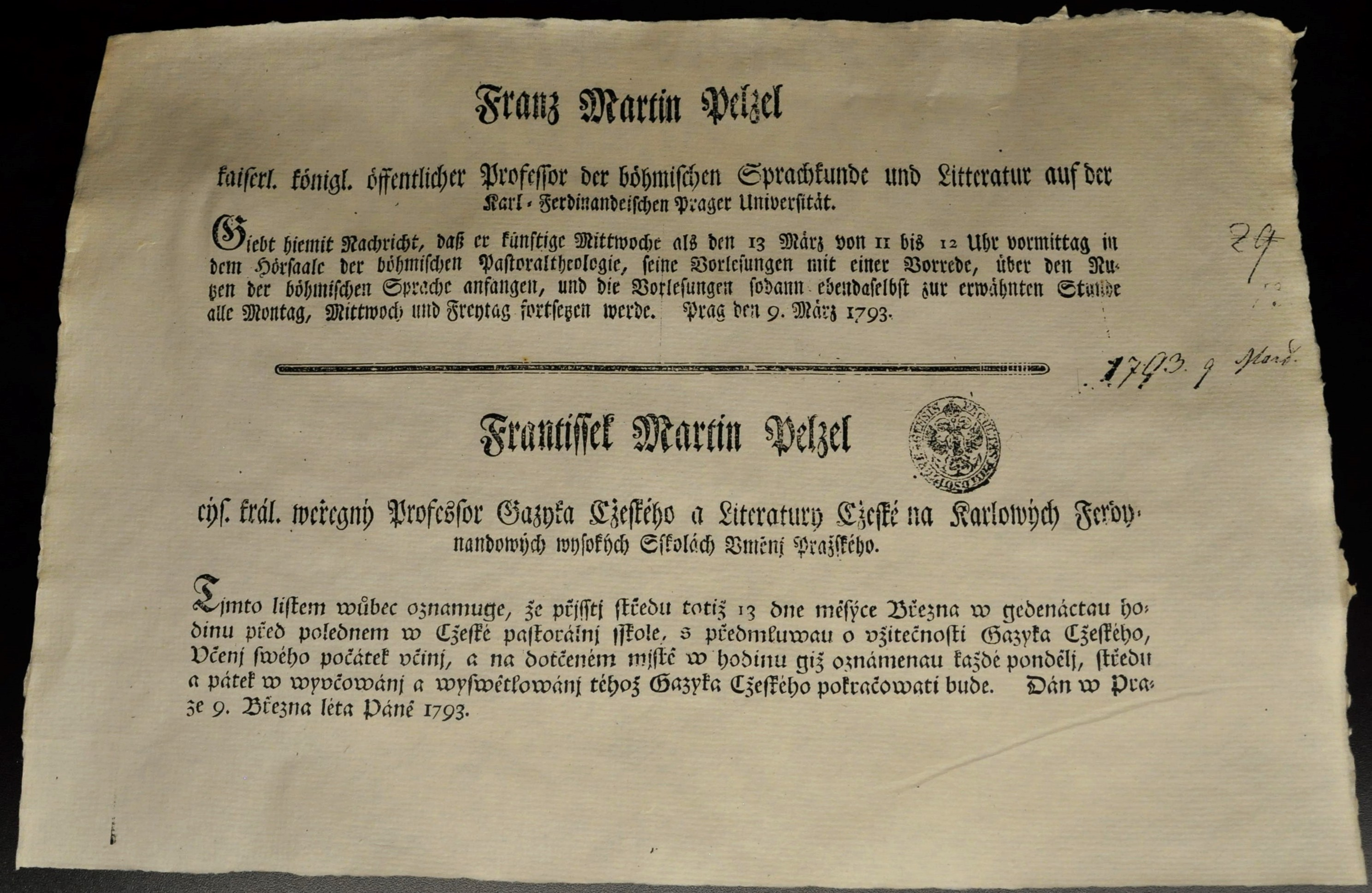
Zweisprachige Einladung zu Vorlesungen über Bohemistik gehalten auf Tschechisch von F. M. Pelzel 1793

Im Zuge der Revolution von 1848/1849 im Kaisertum Österreich kam es zum Prager Pfingstaufstand. Sowohl deutsche als auch tschechische Studierende und Professoren beteiligten sich an den Protesten. Neben Forderungen nach der Freiheit von Forschung und Lehre, sollte der Anteil an Lehrveranstaltungen in tschechischer Sprache erhöht werden.

### Teilung der Universität (1882)
Um das Jahr 1860 sprachen lediglich etwa ein Drittel der Bewohner Prags die deutsche Sprache als Muttersprache. Demgegenüber wurden allerdings nur etwa 1 % der Lehrveranstaltungen an der Prager Universität in tschechischer Sprache gehalten. Aufgrund von Protesten wurde die Universität per Gesetz vom 28. Februar 1882 geteilt, so dass es faktisch zwei Universitäten waren:
- Deutsche Karl-Ferdinands-Universität
- Česká univerzita Karlo-Ferdinandova

Diese stellten voneinander unabhängige Institutionen dar, wobei medizinische und wissenschaftliche Einrichtungen, der botanische Garten, die Bibliothek gemeinsam genutzt werden sollten, welche allerdings, wie die mittelalterlichen Insignien, in Verwaltung des deutschen Teils der Universität verblieben.

### Tschechoslowakei (1918–1939)
Nach der Auflösung der Habsburger Monarchie Österreich-Ungarn und der Gründung der Tschechoslowakischen Republik (ČSR) wurde am 19. Februar 1920 das „Gesetz über das Verhältnis der Prager Universitäten“ (Zákon č. 135/1920 Sb. z. a n., o poměru pražských universit) beschlossen. Durch diese sogenannte „Lex Mareš“, benannt nach František Mareš, wurde die tschechische Universität zur alleinigen Rechtsnachfolgerin der Karls-Universität erklärt und in „Univerzita Karlova“ umbenannt, unter Verzicht auf den Namensanteil des Habsburger Kaisers Ferdinand. Die deutsche Universität dagegen hielt fest am Namen „Karl-Ferdinands-Universität“. Da die tschechische Karls-Universität als Rechtsnachfolgerin der alten mittelalterlichen Universität bestimmt war, aber die mittelalterlichen Insignien weiterhin bei der deutschen Karl-Ferdinands-Universität verblieben waren, kam es 1934 zum sogenannten Insignienstreit (Insigniáda).

### Deutsche Besatzung (1939–1945)

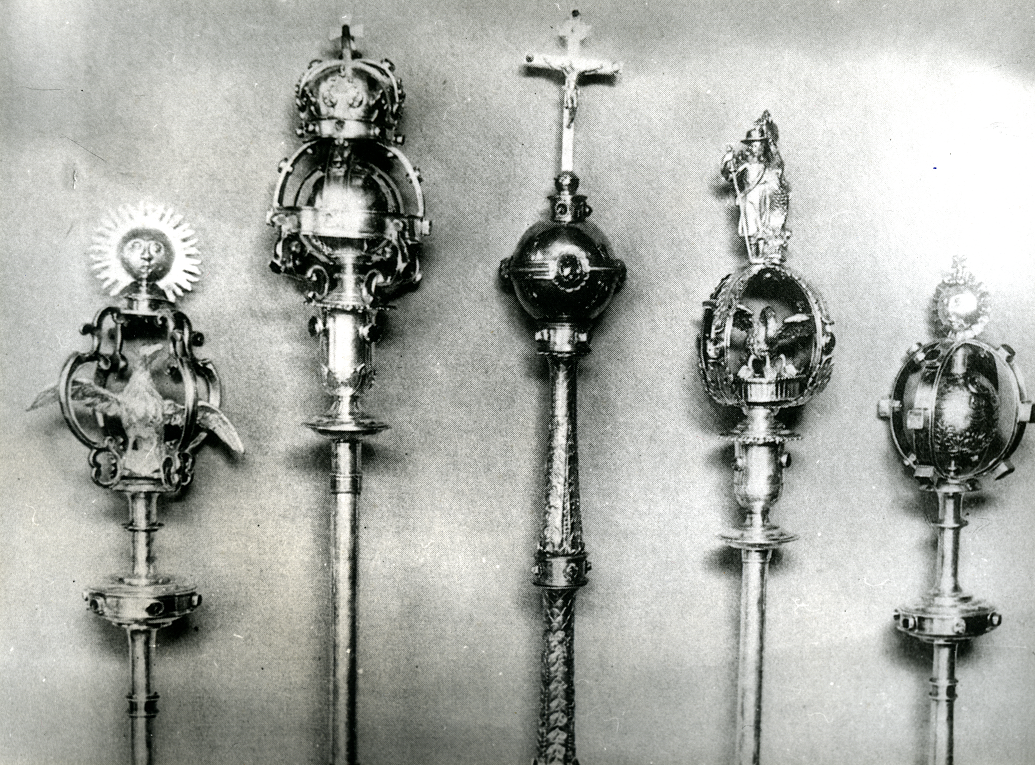
Detail der gestohlenen Insignien der Karls-Universität. Von links: Zepter der Theologischen Fakultät, der Juristischen Fakultät, das Zepter des Rektors, das Zepter der Medizinischen Fakultät und Philosophischen Fakultät.

Nach der „Zerschlagung der Rest-Tschechei“ und Gründung des Protektorats Böhmen und Mähren wurde die deutsche Universität am 2. August 1939 in die Reichsverwaltung übernommen und in „Deutsche Karls-Universität in Prag“ umbenannt. Nach studentischen Aufständen wurde im November 1939 die tschechische Karls-Universität für zunächst drei Jahre geschlossen. Im Rahmen der sogenannten Sonderaktion Prag wurden neun angebliche „Rädelsführer“ standrechtlich erschossen, mehrere hundert Studenten sowie 55 Professoren und Dozenten wurden in Konzentrationslager deportiert. Einige der tschechischen Studenten schlossen ihr Studium an der University of Oxford ab.
Die Deutsche Karls-Universität wurde durch die Einführung des "Führerprinzips", durch eine "Säuberung" des Lehrkörpers von unerwünschten Hochschullehrern und durch die Besetzung der Lehrstühle mit "zuverlässigen" Professoren unverzüglich gleichgeschaltet. Der Säuberung fiel mehr als ein Drittel des Lehrkörpers zum Opfer. Unter den neu berufenen Professoren befanden sich zahlreiche Mitglieder der SS, die nach den Vorstellungen Reinhard Heydrichs langfristige Pläne für eine "Germanisierung" des Protektorats entwickeln sollten. Heinrich Himmler plante seit 1942 die Umwandlung der Deutschen Karls-Universität in eine "SS-Universität" bzw. in eine "Ahnenerbe"-Universität. Nur der weitere Kriegsverlauf verhinderte die Umsetzung dieses Plans.
Am Ende des Zweiten Weltkriegs wurden die Insignien der Karls-Universität von den Nazis gestohlen. Entwendet und nicht wieder aufgefunden wurden die Rektorenkette, das Universitätssiegel, die Gründungsurkunden, die Zepter der Fakultäten, sowie Bücher und Dokumente.

### Nach dem Zweiten Weltkrieg (seit 1945)

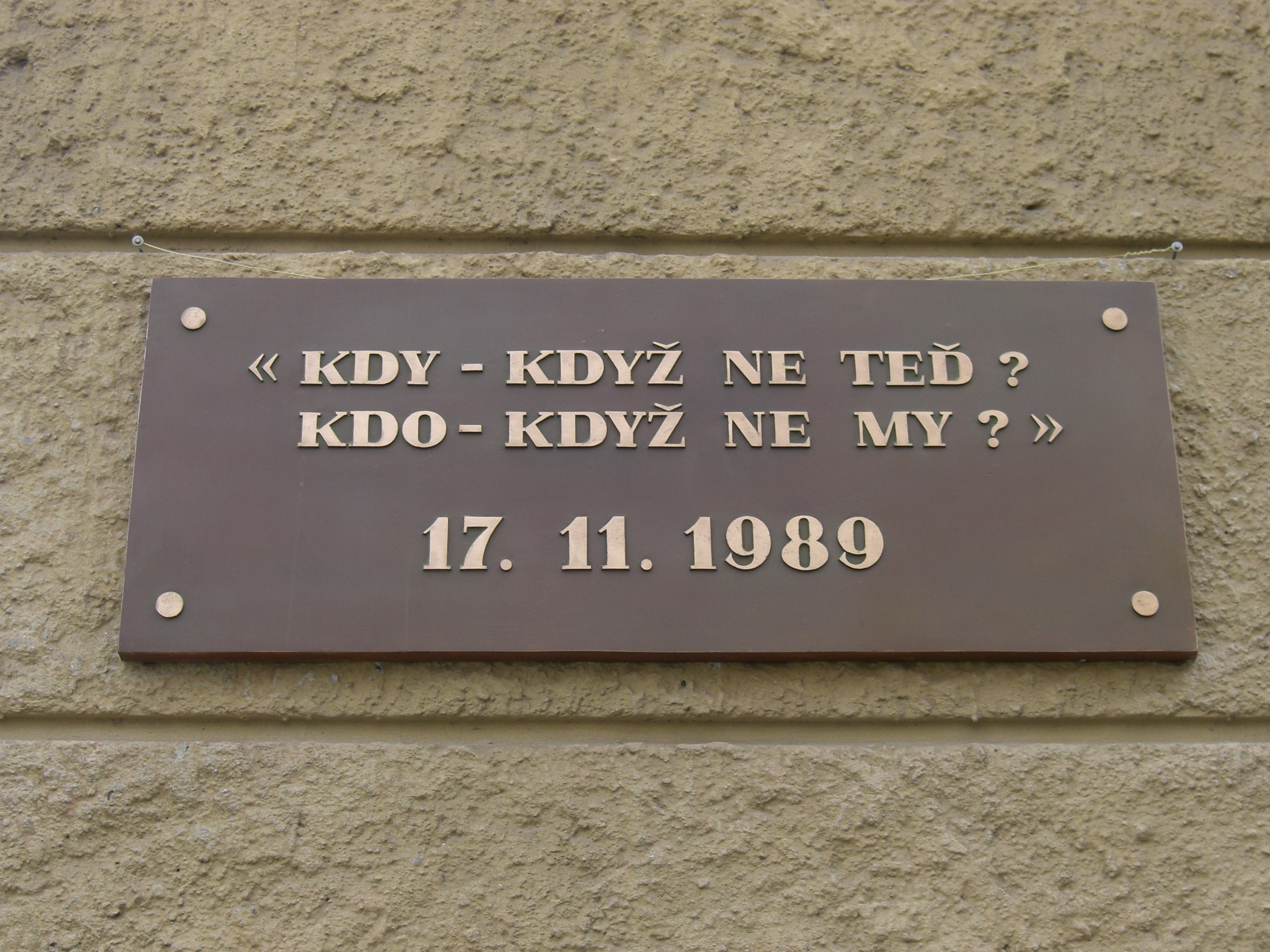
Wann – Wenn nicht jetzt?
Wer – wenn nicht Wir?
Am 17. November 1989 fand in Prag, anlässlich des 50. Jahrestags der Schließung tschechischer Hochschulen 1939, eine genehmigte Studentendemonstration statt, an der laut Staatssicherheit 15.000 Menschen teilnahmen und die dann gewaltsam von Sicherheitskräften aufgelöst wurde.

Das Dekret Nr. 122 des tschechoslowakischen Präsidenten Edvard Beneš vom 18. Oktober 1945 verfügte die Auflösung der Deutschen Universität in Prag, rückwirkend zum 17. November 1939, dem Tag, an dem die tschechische Universität geschlossen wurde. Im Zuge der Machtübernahme durch die Kommunisten wurde die akademische Freiheit beschnitten und die Universität nach sowjetischem Muster umgestaltet. Dies wirkte sich auch aus auf die internationalen Beziehungen und Forschungsmöglichkeiten. Dennoch konnten Forschungsergebnisse auf hohem Niveau erzielt werden. Ein bemerkenswertes Beispiel sind die Forschungen von Jaroslav Heyrovský, der für seine Entwicklung der Polarographie 1959 den Nobelpreis erhielt.
Eine Welle von Repressionen ab 1969 gegen Lehrende und Studenten ergab sich im Zuge der Beteiligung von Angehörigen der Universität an den Ereignissen des Prager Frühlings. Die Samtene Revolution am 17. November 1989 war dagegen nicht nur ein bedeutendes Ereignis für die tschechische Gesellschaft als Ganzes, sondern das Ende des Staatssozialismus hat der Universität neuen Schub gegeben. Tiefgreifende Reformen wurden begonnen.

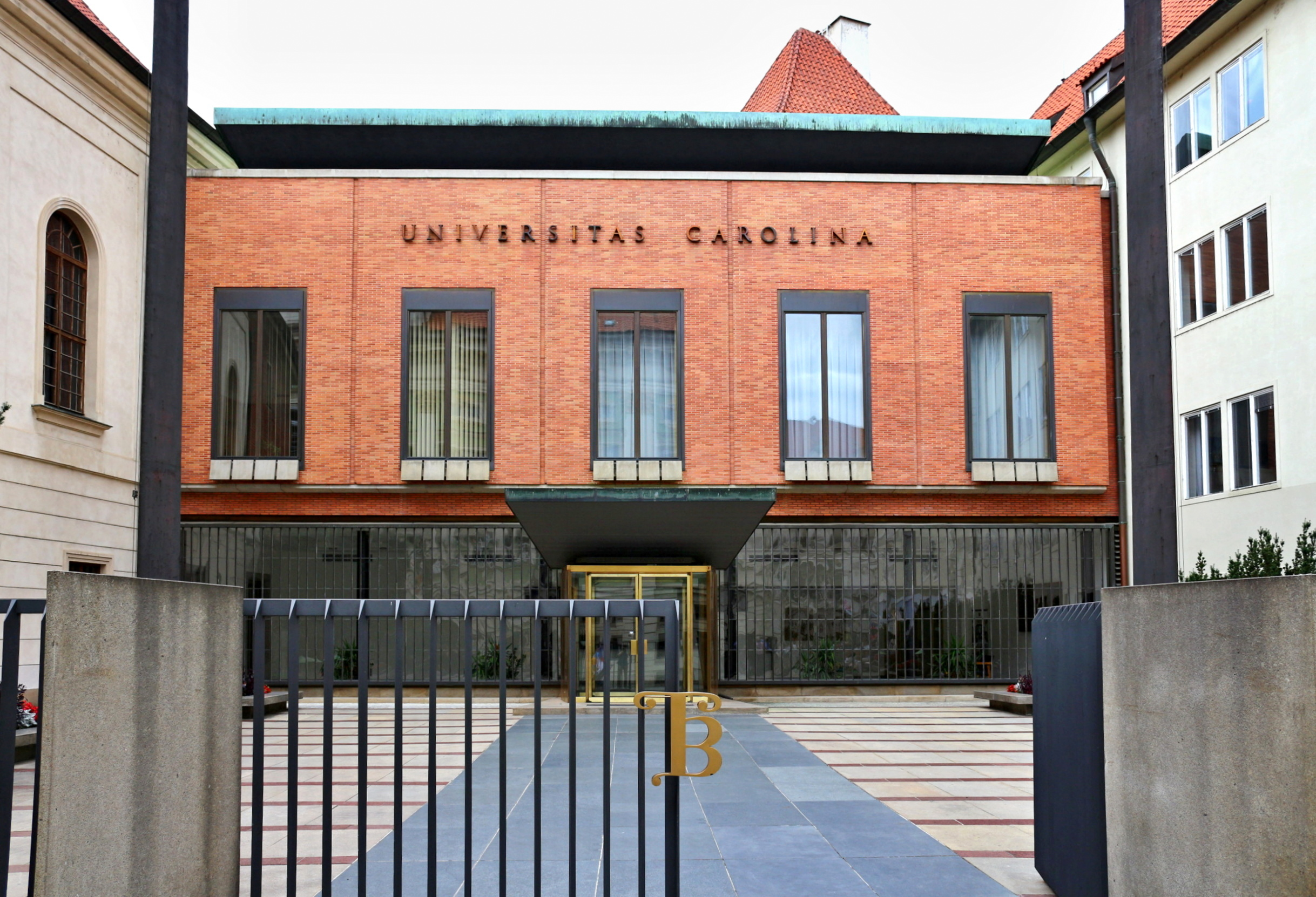
Universitas Carolina

In der Folge der Bologna-Erklärung hat die Karls-Universität Prag im Jahre 2001 neue Abschlüsse eingeführt und das European Credit Transfer System umgesetzt. In den 17 Fakultäten können derzeit (Stand: 2015) 270 verschiedene Studienabschlüsse erreicht werden. Es wird in tschechischer Sprache unterrichtet; zunehmend werden Programme auf Englisch und Deutsch angeboten.
Seit September 2016 trägt die Karls-Universität ihren Namen ohne Namenszusatz.
Am 21. Dezember 2023 erschoss ein Student, der bereits wegen Verdachts des Mordes an seinem Vater und zwei weiteren Menschen polizeilich gesucht wurde, im Gebäude der philosophischen Fakultät 14 Menschen und verletzte weitere 25, wobei auch er selbst ums Leben kam, siehe Amoklauf in Prag.

## Campus und Organisation

### Campus
Die Universität ist über das gesamte Stadtgebiet von Prag verteilt. Weitere Standorte sind in Hradec Králové und in Plzeň. Der historische Kern aus dem 14. Jahrhundert – das Karolinum, befindet sich in der Prager Altstadt und ist gleichzeitig das Zentrum des universitären Lebens. Hier ist der Sitz des Rektors und des Senats. Des Weiteren werden hier offizielle akademische Zeremonien abgehalten, wie Immatrikulationsfeiern und Abschlussfeiern.

### Fakultäten

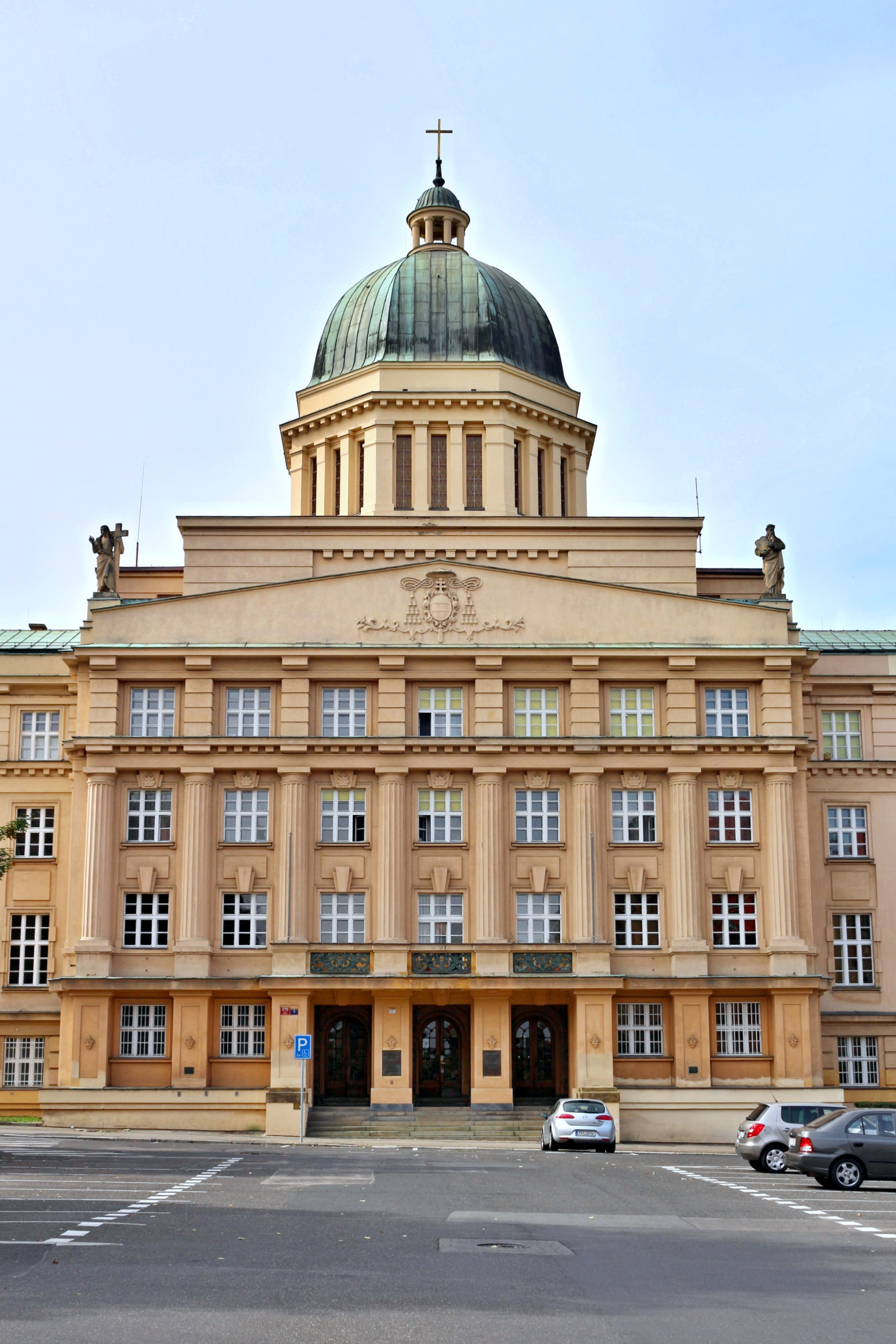
Katholisch-Theologische Fakultät
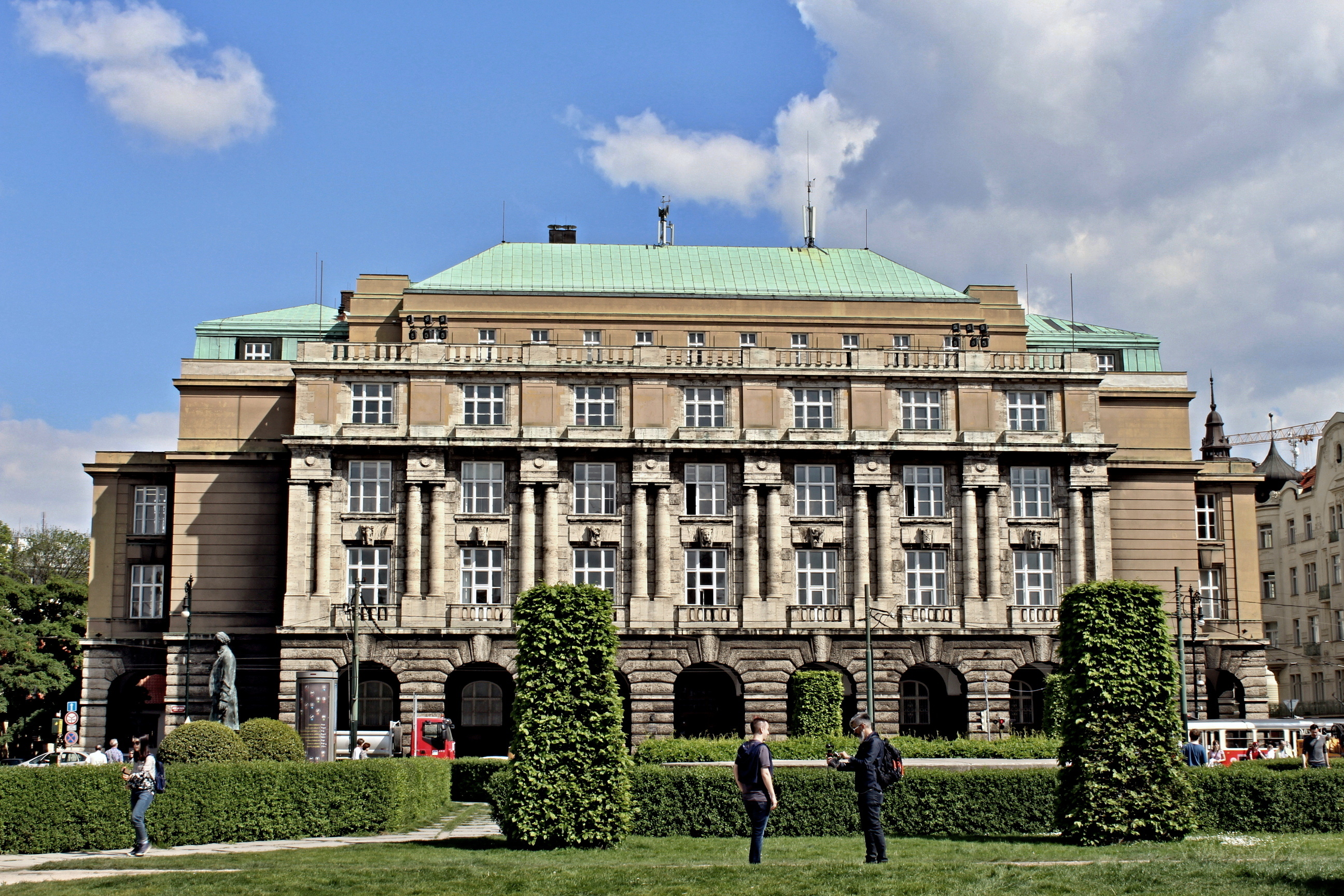
Philosophische Fakultät
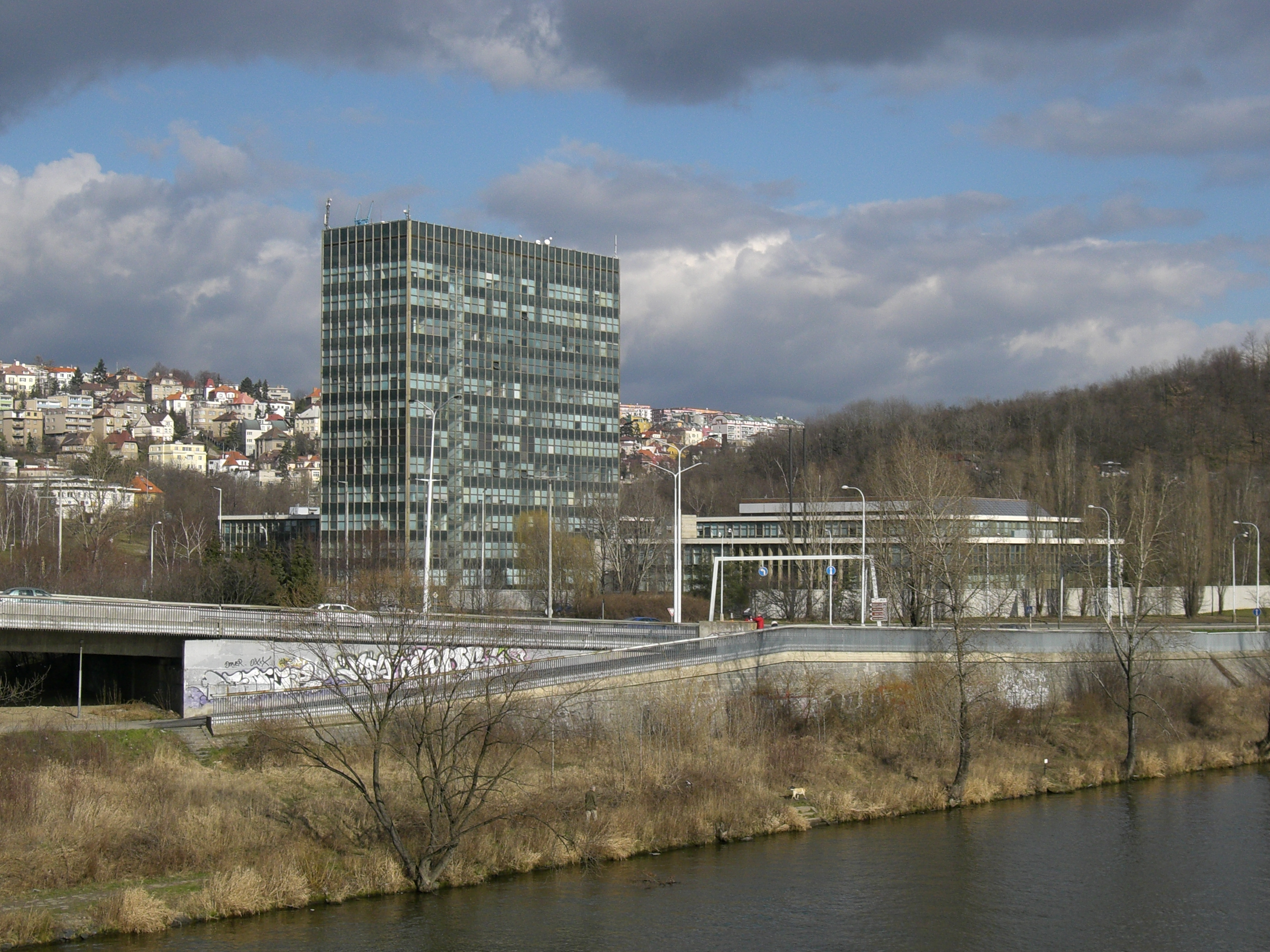
Fakultät für Mathematik und Physik 1978 in Libeň (Prag)
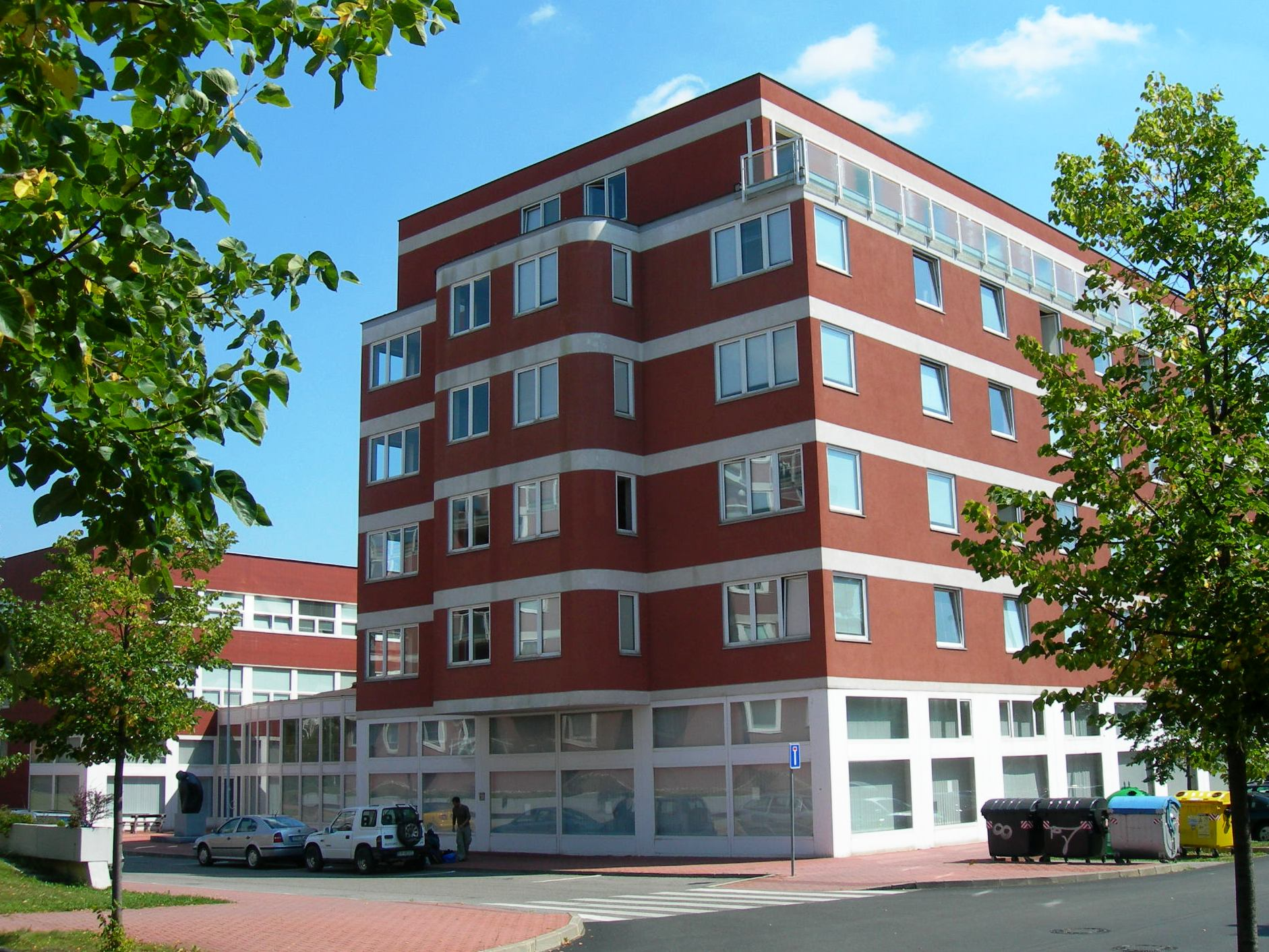
Fakultät für Humanwissenschaften der Karls-Universität 1998 in Prag (Jinonice)
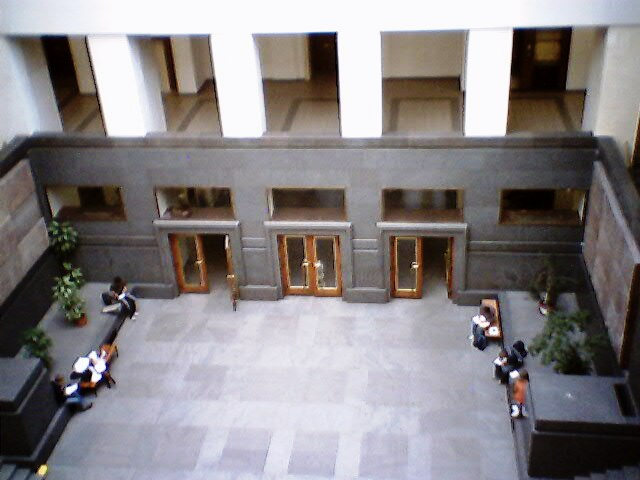
Innenraum der Juristischen Fakultät (entworfen von Jan Kotěra)

Die 17 Fakultäten der Karls-Universität gliedern sich folgendermaßen auf:
- Katholisch-Theologische Fakultät (Katolická teologická fakulta)
- Evangelisch-Theologische Fakultät der Karls-Universität Prag (Evangelická teologická fakulta)
- Hussitisch-Theologische Fakultät (Husitská teologická fakulta)
- Juristische Fakultät (Právnická fakulta)
- 1. Medizinische Fakultät der Karls-Universität (1. lékařská fakulta)
- 2. Medizinische Fakultät (2. lékařská fakulta)
- 3. Medizinische Fakultät (3. lékařská fakulta)
- Medizinische Fakultät in Pilsen (Lékařská fakulta v Plzni)
- Medizinische Fakultät in Hradec Králové (Lékařská fakulta v Hradci Králové)
- Pharmazeutische Fakultät in Hradec Králové (Farmaceutická fakulta v Hradci Králové)
- Philosophische Fakultät (Filozofická fakulta)
- Naturwissenschaftliche Fakultät (Přírodovědecká fakulta)
- Fakultät für Mathematik und Physik (Matematicko-fyzikální fakulta)
- Pädagogische Fakultät (Pedagogická fakulta)
- Fakultät für Sozialwissenschaften (Fakulta sociálních věd)
- Fakultät für Sportpädagogik und Sportwissenschaft (Fakulta tělesné výchovy a sportu)
- Fakultät für Humanwissenschaften (Fakulta humanitních studií)

### Institute und Zentralabteilungen

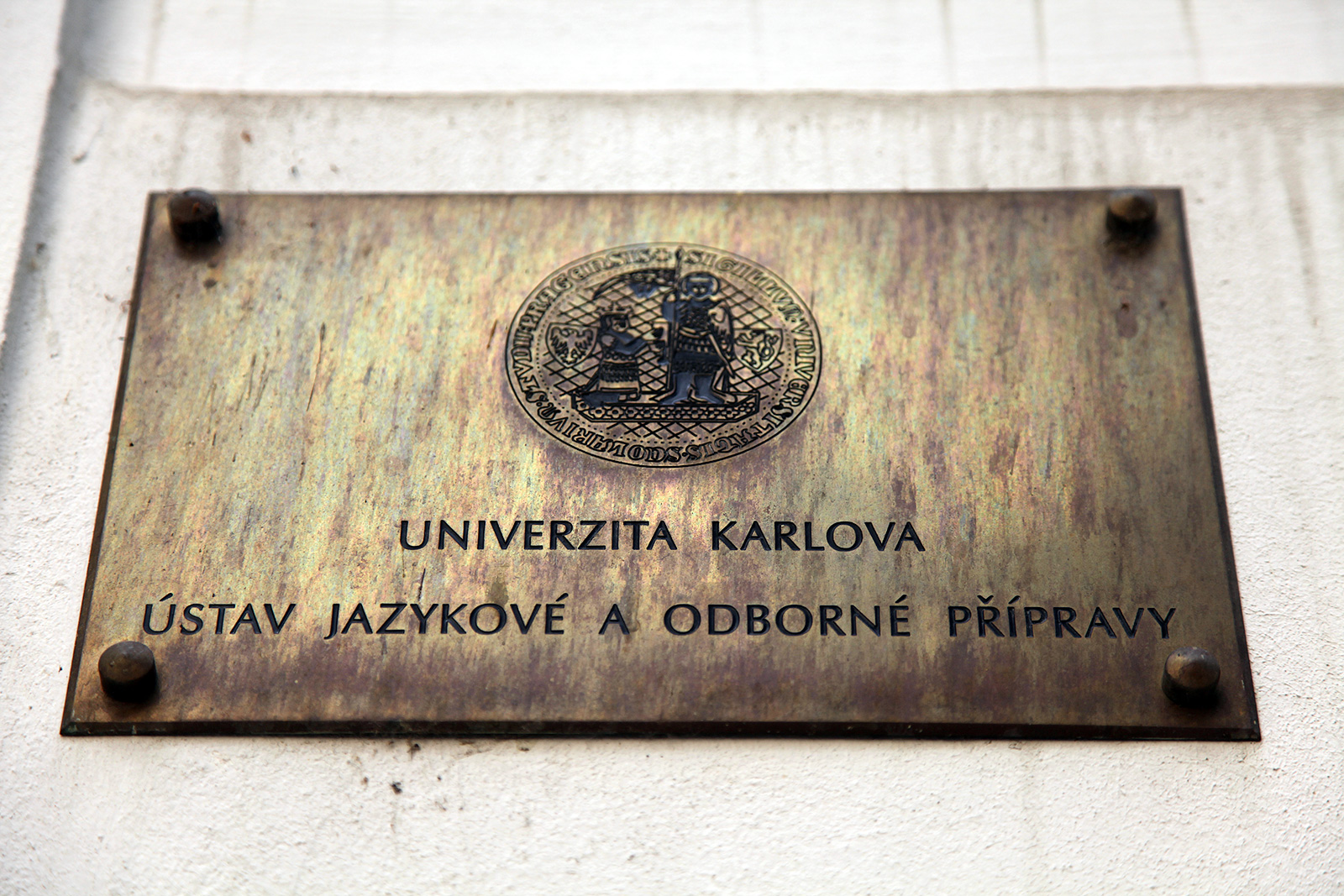
Tafel am Institut für Sprachen und fachsprachliche Ausbildung (UJOP)

- Institut für Geschichte der Karls-Universität und Universitätsarchiv (Ústav dějin UK a Archiv UK)
- Institut für Informationstechnologie (Ústav výpočetní techniky)
- Institut für Sprachen und fachsprachliche Ausbildung (Ústav jazykové a odborné přípravy)
- Zentralbibliothek (Ústřední knihovna UK)
- Zentrum für Theoretische Studien (Centrum pro teoretická studia)
- Zentrum für Wirtschaftsstudien und Promotion (Centrum pro ekonomický výzkum a doktorské studium)
- Zentrum für Umweltthemen (Centrum pro otázky životního prostředí)
- Zentrum für Wissens- und Technologietransfer (Centrum pro přenos poznatků a technologií)
- Agentur des Rates für Hochschulfragen (Agentura Rady vysokých škol)

### Spezielle Abteilungen

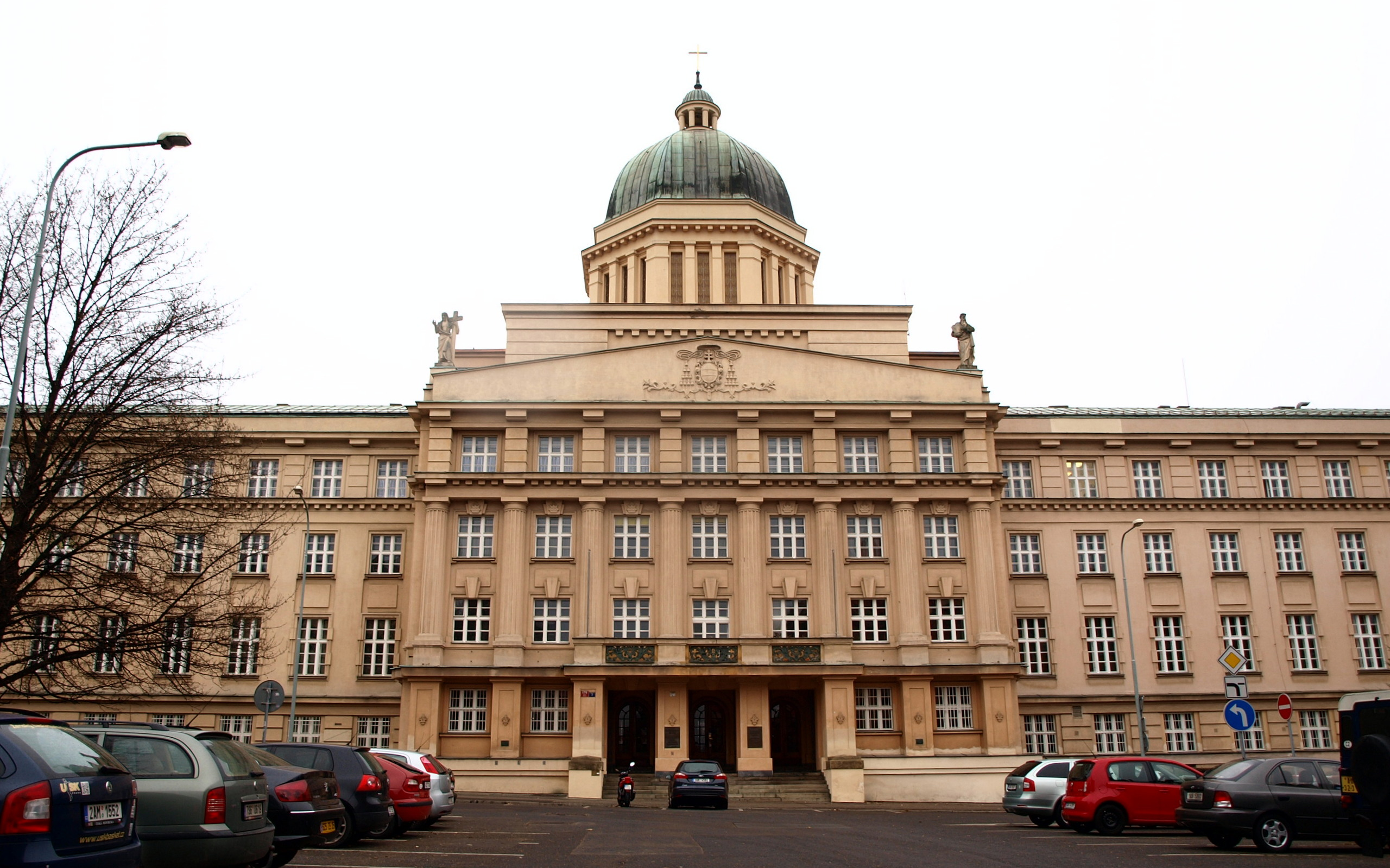
Erzbischöfliches Seminar

- Wohnheime und Mensen (Koleje a menzy)
- Erzbischöfliches Seminar (Arcibiskupský seminář)
- Verlag Karolinum (Nakladatelství Karolinum)
- Verwaltung von Gebäuden und Anlagen (Správa budov a zařízení)
- Sportzentrum (Sportovní centrum)

### Universitätsmedizin
Die Karls-Universität ist mit fünf medizinischen Fakultäten die größte medizinische Bildungseinrichtung in Tschechien. An die Fakultäten sind sieben Universitätskliniken angegliedert. Fünf Kliniken davon werden durch die drei Prager Fakultäten und jeweils eine durch die Fakultäten in Pilsen und Königgrätz (Hradec Králové) genutzt.
- Fakultní Thomayerova nemocnice (Thomayer-Universitätsklinik)
- Fakultní nemocnice Na Bulovce (Universitätsklinik Na Bulovce)
- Všeobecná fakultní nemocnice (Allgemeines Fakultätskrankenhaus)
- Fakultní nemocnice v Motole (Universitätskrankenhaus Motol)
- Fakultní nemocnice Královské Vinohrady (Universitätskrankenhaus Kgl. Weinberge)
- Fakultní nemocnice Plzeň (Universitätskrankenhaus Pilsen)
- Fakultní nemocnice v Hradci Králové (Universitätskrankenhaus Königgrätz)

Fünf weitere Kliniken befinden sich am Militärzentralkrankenhaus Prag (Ústřední vojenská nemocnice Praha). Weitere medizinische Einrichtungen in Prag sind an der Universitätsmedizin beteiligt.
Seit 2004 besteht ein Kooperationsvertrag zwischen der 1. Medizinischen Fakultät der Karls-Universität und dem Klinikum Chemnitz zur Zusammenarbeit für den internationalen Studiengang Humanmedizin.

## Mitgliedschaften und Kooperationen

### Internationale Mitgliedschaften
- The Magna Charta Observatory

Coimbra-Gruppe

- International Forum for Public Universities
- Coimbra-Gruppe
- Danube Rectors’ Conference (Donaurektorenkonferenz)
- European Association for International Education
- European University Association
- The Europaeum
- International Association of Universities
- OECD/IMHE – Programme on Institutional Management in Higher Education
- Institutional Network of the Universities from the Capitals of Europe (UNICA)

### Strategische Partnerschaften
- Australien: Universität Melbourne
- Belgien: Katholieke Universiteit Leuven
- Brasilien: Universidade de São Paulo
- China: Universität Peking
- Deutschland: Humboldt-Universität zu Berlin, Universität zu Köln, Ruprecht-Karls-Universität Heidelberg, Universität Bayreuth
- England: University of Oxford
- Israel: Hebräische Universität Jerusalem
- Kanada: McGill University
- Niederlande: Universität Leiden
- Österreich: Universität Wien
- Polen: Jagiellonen-Universität
- Schweden: Karolinska-Institut

## Persönlichkeiten (Auswahl)

### Professoren und Dozenten
- Edvard Beneš (1884–1948), Soziologe und zweiter Präsident der Tschechoslowakei
- Bernard Bolzano (1781–1848), Priester, Philosoph und Mathematiker (Satz von Bolzano-Weierstraß)
- Adolf Černý (1864–1952), Slawist und Soranist
- Eduard Chambon (1822–1957), Rechtswissenschaftler
- Albert Einstein (1879–1955), Physiker (1911 von Kaiser Franz Joseph I. zum ordentlichen Professor der Theoretischen Physik berufen)
- Jan Gebauer (1838–1907), Linguist
- Václav Hlavatý (1894–1969), Mathematiker
- Jaroslav Heyrovský (1890–1967), Physikochemiker (Entwicklung der Polarographie)
- Milena Hübschmannová (1933–2005), Indologin und Romistin
- Jan Hus (um 1370–1415), Theologe, Prediger und Reformator
- Jan Jessenius (1566–1621), Mediziner, Politiker und Philosoph slowakischer Abstammung
- Klaret († etwa zwischen 1370 und 1379), Gelehrter
- Viktorin Kornel ze Všehrd (1460–1520), humanistischer Schriftsteller
- František Lexa (1876–1960), Ägyptologe
- Johannes Lindworsky (1875–1939), Jesuit und Psychologe
- Ernst Mach (1838–1916), Physiker, Philosoph und Wissenschaftstheoretiker (nach ihm ist die Mach-Zahl benannt, welche die Geschwindigkeit im Verhältnis zur Schallgeschwindigkeit beschreibt)
- Milan Machovec (1925–2003), Philosoph
- Johannes Marcus Marci (1595–1667), Mediziner und Naturwissenschaftler
- Tomáš Garrigue Masaryk (1850–1937), erster Staatspräsident der Tschechoslowakei
- Alois Musil (1868–1944), Orientalist, Theologe und Geograph
- Josef Páta (1886–1942), erster Professor für Sorabistik
- Jan Patočka (1907–1977), Philosoph
- Josef Pekař (1870–1937), Historiker
- Jan Evangelista Purkyně (1787–1869), tschechischer Mediziner
- Gustav Adolf Skalský (1857–1926), evangelisch-lutherischer Theologe, Gründungsdekan der Hus-Fakultät
- František Šmahel (1934–2025), Historiker
- Carl Stumpf (1848–1936), deutscher Psychologe und Musikforscher
- Peter Tomka (* 1956), slowakischer Jurist und Diplomat
- Věra Trnková (1934–2018), tschechische Mathematikerin und Hochschullehrerin, bekannt für ihre Arbeiten in der Topologie und in der Kategorientheorie
- Jan Campanus Vodňanský (1572–1622), Schriftsteller und Komponist
- Petr Vopěnka (1935–2015), Mathematiker
- Adolf Weiss (1837–1894), österreichischer Botaniker
- Eva Zažímalová (* 1955), Biochemikerin und Zellbiologin

### Studenten
- Friedrich Bach (1817–1865), Mediziner und Dichter
- Carl Ferdinand Cori (1896–1984), Biochemiker
- Gerty Cori (1896–1957), Biochemikerin
- Karel Čapek (1890–1938), Schriftsteller
- Eduard Čech (1893–1960), Mathematiker
- Josef Dobrovský (1753–1829), Theologe, Philologe und Slawist (einer der Bregründer der modernen tschechischen Schriftsprache)
- Rudolf Fischer (Sprachwissenschaftler) (1910–1971), Slawist
- Ignaz Gulz (1814–1874), Augen- und Ohrenarzt
- Milada Horáková (1901–1950), Politikerin, Widerstandskämpferin
- Bohumil Hrabal (1914–1997), Schriftsteller
- Franz Kafka (1883–1924), Schriftsteller (Studium 1901 bis 1906)
- Karl I. (Österreich-Ungarn) (1887–1922), letzter Kaiser von Österreich-Ungarn
- Natalja Liwyzka-Cholodna (1902–2005), ukrainische Schriftstellerin und Übersetzerin
- Lukas von Prag (um 1460–1528), Theologe und Reformator
- Otto Klein (1891–1968), Mediziner (Pionier der diagnostischen Herzkatheterisierung)
- Paul Kornfeld (1889–1942), Dramaturg und Schriftsteller
- Otto Nägeli (1843–1922), Schweizer Mediziner, Heimatforscher und Mundartautor
- Ferdinand Pfohl (1862–1949), Musikkritiker, Musikschriftsteller und Komponist
- Jan Evangelista Purkyně (1787–1869), Physiologe
- Rainer Maria Rilke (1875–1926), bedeutender Dichter der literarischen Moderne
- Josef Škvorecký (1924–2012), erfolgreicher Schriftsteller, Übersetzer und Verleger
- Milan Rastislav Štefánik (1880–1919), slowakischer Politiker, Astronom, Diplomat, Offizier, Militärpilot, General und Gründer der Tschechoslowakischen Legionen im Ersten Weltkrieg
- Max Wertheimer (1880–1943), Psychologe (gilt als der Hauptbegründer der Gestaltpsychologie)
- Václav Karel Bedřich Zenger (1830–1908), Physiker, Meteorologe, Professor und Rektor der Tschechischen Technischen Universität in Prag

## Namensgeberin
Nach der Universität wurden die Asteroiden (2288) Karolinum und (4339) Almamater benannt.